# Seznam členů Senátu Parlamentu České republiky (2014–2016)

Senát Parlamentu ČR 2014-2016

Toto je seznam členů Senátu Parlamentu České republiky v 10. dvouletém volebním období 2014–2016 zahájeném 18. října 2014 po skončených volbách do jedné třetiny horní komory. Senátoři ponechali devět výborů a šest komisí.

## Vedení
Na ustavující schůzi 19. listopadu 2014 složilo 27 nově zvolených senátorů slib (vyjma Antla), který přečetla nejmladší zvolená členka horní komory Ivana Cabrnochová. Následovala volba vedení na funkční období 2014–2016.
- Milan Štěch, ČSSD – předseda, 70 ze 78 hlasů[1]
  - Přemysl Sobotka, ODS – 1. místopředseda
  - Ivo Bárek, ČSSD – místopředseda
  - Miluše Horská, nestranička za Nestraníci – místopředsedkyně
  - Zdeněk Škromach, ČSSD – místopředseda

## Seznam senátorů
| Senátní obvod            | Jméno               | Politická příslušnost | Volební (navrhující) strana | Klub                | Rok zvolení            |
| ------------------------ | ------------------- | --------------------- | --------------------------- | ------------------- | ---------------------- |
| 01 – Karlovy Vary        | Jan Horník          | nestraník             | TOP 09 a STAN               | STAN                | 2004, 2010             |
| 02 – Sokolov             | Zdeněk Berka        | ČSSD                  | ČSSD                        | ČSSD                | 2012                   |
| 03 – Cheb                | Miroslav Nenutil    | ČSSD                  | ČSSD                        | ČSSD                | 2008, 2014             |
| 04 – Most                | Alena Dernerová     | nestranička           | S.cz                        | ANO + Severočeši.cz | 2010                   |
| 05 – Chomutov            | Václav Homolka      | KSČM                  | KSČM                        | SPO+KSČM+S.cz       | 2007, 2012             |
| 06 – Louny               | Zdeňka Hamousová    | ANO 2011              | ANO 2011                    | ANO + Severočeši.cz | 2014                   |
| 07 – Plzeň-město         | Dagmar Terelmešová  | ČSSD                  | ČSSD                        | ČSSD                | 2010                   |
| 08 – Rokycany            | Milada Emmerová     | ČSSD                  | ČSSD                        | ČSSD                | 2012                   |
| 09 – Plzeň-město         | Lumír Aschenbrenner | ODS                   | ODS a KČ                    | ODS                 | 2014                   |
| 10 – Český Krumlov       | Tomáš Jirsa         | ODS                   | ODS                         | ODS                 | 2004, 2010             |
| 11 – Domažlice           | Jan Látka           | ČSSD                  | ČSSD                        | ČSSD                | 2012                   |
| 12 – Strakonice          | Karel Kratochvíle   | ČSSD                  | ČSSD                        | ČSSD                | 2014                   |
| 13 – Tábor               | Pavel Eybert        | ODS                   | ODS                         | ODS                 | 1996, 1998, 2004, 2010 |
| 14 – České Budějovice    | Jiří Šesták         | HOPB                  | STAN a "HOPB"               | STAN                | 2012                   |
| 15 – Pelhřimov           | Milan Štěch         | ČSSD                  | ČSSD                        | ČSSD                | 1996, 2002, 2008, 2014 |
| 16 – Beroun              | Jiří Oberfalzer     | ODS                   | ODS                         | ODS                 | 2004, 2010             |
| 17 – Praha 12            | Tomáš Grulich       | ODS                   | ODS                         | ODS                 | 2006, 2012             |
| 18 – Příbram             | Jiří Burian         | ODS                   | ODS                         | ODS                 | 2014                   |
| 19 – Praha 11            | Milan Pešák         | ODS                   | ODS                         | ODS                 | 2010                   |
| 20 – Praha 4             | Eva Syková          | nestranička           | ČSSD                        | ČSSD                | 2012                   |
| 21 – Praha 5             | Václav Láska        | nestraník             | KDU-ČSL a SZ                | nezařazení          | 2014                   |
| 22 – Praha 10            | Ivana Cabrnochová   | SZ                    | SZ a ČSSD                   | nezařazení          | 2014                   |
| 23 – Praha 8             | Daniela Filipiová   | ODS                   | ODS                         | ODS                 | 2012                   |
| 24 – Praha 9             | Zuzana Baudyšová    | ANO 2011              | ANO 2011                    | ANO + Severočeši.cz | 2014                   |
| 25 – Praha 6             | Petr Bratský        | ODS                   | ODS                         | ODS                 | 2010                   |
| 26 – Praha 2             | Libor Michálek      | nestraník             | Piráti, SZ a KDU-ČSL        | nezařazení          | 2012                   |
| 27 – Praha 1             | Václav Hampl        | nestraník             | KDU-ČSL a SZ                | KDU-ČSL a nezávislí | 2014                   |
| 28 – Mělník              | Veronika Vrecionová | ODS                   | ODS                         | ODS                 | 2010                   |
| 29 – Litoměřice          | Hassan Mezian       | ČSSD                  | ČSSD                        | ČSSD                | 2012                   |
| 30 – Kladno              | Jiří Dienstbier ml. | ČSSD                  | ČSSD                        | ČSSD                | 2011, 2014             |
| 31. – Ústí nad Labem     | Jaroslav Doubrava   | S.cz                  | S.cz                        | SPO+KSČM+S.cz       | 2010                   |
| 32 – Teplice             | Jaroslav Kubera     | ODS                   | ODS                         | ODS                 | 2000, 2006, 2012       |
| 33 – Děčín               | Zbyněk Linhart      | nestraník             | STAN                        | STAN                | 2014                   |
| 34 – Liberec             | Přemysl Sobotka     | ODS                   | ODS                         | ODS                 | 1996, 1998, 2004, 2010 |
| 35 – Jablonec nad Nisou  | Jaroslav Zeman      | ODS                   | ODS                         | ODS                 | 2012                   |
| 36 – Česká Lípa          | Jiří Vosecký        | nestraník             | SLK                         | STAN                | 2014                   |
| 37 – Jičín               | Josef Táborský      | ČSSD                  | ČSSD                        | ČSSD                | 2010                   |
| 38 – Mladá Boleslav      | Jaromír Jermář      | ČSSD                  | ČSSD                        | ČSSD                | 2006, 2012             |
| 39 – Trutnov             | Jiří Hlavatý        | ANO 2011              | ANO 2011                    | ANO + Severočeši.cz | 2014                   |
| 40 – Kutná Hora          | Jaromír Strnad      | ČSSD                  | ČSSD                        | ČSSD                | 2010                   |
| 41 – Benešov             | Luděk Jeništa       | nestraník             | TOP 09 a STAN               | STAN                | 2012                   |
| 42 – Kolín               | Emilie Třísková     | ČSSD                  | ČSSD                        | ČSSD                | 2014                   |
| 43. – Pardubice          | Miluše Horská       | nestranička           | NK                          | KDU-ČSL a nezávislí | 2010                   |
| 44 – Chrudim             | Jan Veleba          | SPO                   | nezávislý                   | SPO+KSČM+S.cz       | 2012                   |
| 45 – Hradec Králové      | Jaroslav Malý       | ČSSD                  | ČSSD                        | ČSSD                | 2014                   |
| 46 – Ústí nad Orlicí     | Petr Šilar          | KDU-ČSL               | KDU-ČSL                     | KDU-ČSL a nezávislí | 2010                   |
| 47 – Náchod              | Lubomír Franc       | ČSSD                  | ČSSD                        | ČSSD                | 2012                   |
| 48 – Rychnov nad Kněžnou | Miroslav Antl       | nestraník             | ČSSD                        | ČSSD                | 2008, 2014             |
| 49 – Blansko             | Jozef Regec         | nestraník             | ČSSD                        | SPO+KSČM+S.cz       | 2010                   |
| 50 – Svitavy             | Radko Martínek      | ČSSD                  | ČSSD                        | ČSSD                | 2012                   |
| 51 – Žďár nad Sázavou    | František Bradáč    | KDU-ČSL               | KDU-ČSL                     | KDU-ČSL a nezávislí | 2014                   |
| 52 – Jihlava             | Miloš Vystrčil      | ODS                   | ODS                         | ODS                 | 2010                   |
| 53 – Třebíč              | František Bublan    | nestraník             | ČSSD                        | ČSSD                | 2012                   |
| 54 – Znojmo              | Pavel Štohl         | ČSSD                  | ČSSD                        | ČSSD                | 2014                   |
| 55 – Brno-město          | Jan Žaloudík        | nestraník             | ČSSD                        | ČSSD                | 2010                   |
| 56 – Břeclav             | Jan Hajda           | ČSSD                  | ČSSD                        | ČSSD                | 2006, 2012             |
| 57 – Vyškov              | Ivo Bárek           | ČSSD                  | ČSSD                        | ČSSD                | 2002, 2008, 2014       |
| 58 – Brno-město          | Stanislav Juránek   | KDU-ČSL               | KDU-ČSL                     | KDU-ČSL a nezávislí | 2010                   |
| 59 – Brno-město          | Eliška Wagnerová    | nestranička           | SZ                          | nezařazení          | 2012                   |
| 60 – Brno-město          | Zdeněk Papoušek     | KDU-ČSL               | KDU-ČSL                     | KDU-ČSL a nezávislí | 2014                   |
| 61 – Olomouc             | Martin Tesařík      | ČSSD                  | ČSSD                        | ČSSD                | 2010                   |
| 62 – Prostějov           | Božena Sekaninová   | ČSSD                  | ČSSD                        | ČSSD                | 2006, 2012             |
| 63 – Přerov              | Jitka Seitlová      | nestranička           | KDU-ČSL a SZ                | nezařazení          | 2014                   |
| 64 – Bruntál             | Jaroslav Palas      | ČSSD                  | ČSSD                        | SPO+KSČM+S.cz       | 2010                   |
| 65 – Šumperk             | Zdeněk Brož         | nestraník             | KDU-ČSL a NV                | KDU-ČSL a nezávislí | 2012                   |
| 66 – Olomouc             | Alena Šromová       | KDU-ČSL               | KDU-ČSL                     | KDU-ČSL a nezávislí | 2014                   |
| 67 – Nový Jičín          | Zdeněk Besta        | ČSSD                  | ČSSD                        | ČSSD                | 2010                   |
| 68 – Opava               | Vladimír Plaček     | ČSSD                  | ČSSD                        | ČSSD                | 2012                   |
| 69 – Frýdek-Místek       | Jiří Carbol         | KDU-ČSL               | KDU-ČSL                     | KDU-ČSL a nezávislí | 2014                   |
| 70 – Ostrava-město       | Antonín Maštalíř    | ČSSD                  | ČSSD                        | ČSSD                | 2010                   |
| 71 – Ostrava-město       | Leopold Sulovský    | nestraník             | Ostravak                    | STAN                | 2012                   |
| 72 – Ostrava-město       | Peter Koliba        | ANO 2011              | ANO 2011                    | ANO + Severočeši.cz | 2014                   |
| 73 – Frýdek-Místek       | Petr Gawlas         | ČSSD                  | ČSSD                        | ČSSD                | 2010                   |
| 74 – Karviná             | Petr Vícha          | ČSSD                  | ČSSD                        | ČSSD                | 2006, 2012             |
| 75 – Karviná             | Radek Sušil         | ČSSD                  | ČSSD                        | ČSSD                | 2008, 2014             |
| 76 – Kroměříž            | Miloš Malý          | ČSSD                  | ČSSD                        | ČSSD                | 2010                   |
| 77 – Vsetín              | Jiří Čunek          | KDU-ČSL               | KDU-ČSL                     | KDU-ČSL a nezávislí | 2006, 2012             |
| 78 – Zlín                | František Čuba      | SPO                   | SPO                         | SPO+KSČM+S.cz       | 2014                   |
| 79 – Hodonín             | Zdeněk Škromach     | ČSSD                  | ČSSD                        | ČSSD                | 2010                   |
| 80 – Zlín                | Patrik Kunčar       | KDU-ČSL               | KDU-ČSL                     | KDU-ČSL a nezávislí | 2014                   |
| 81 – Uherské Hradiště    | Ivo Valenta         | nestraník             | SsČR                        | nezařazený          | 2014                   |